# Ruhropstanden
Ruhropstanden, martsopstanden eller Ruhrkampen var optøjer, der blev organiseret af venstreorienterede arbejdere i Ruhrområdet i marts 1920. Oprøret opstod som reaktion på det højreorienterede Kappkup den 13. mars 1920, men satte sig også som mål at "erobre den politiske magt for at gennemføre Proletariatets diktatur". Mod den preussiske indenrigsminister Carl Severings vilje blev frikorpsene brugt, og det kom til heftige kampe med den nystiftede Rote Ruhrarmee, der med sine 100.000 mand i kontrollerede det meste af Ruhrområdet og Münsterland. Bielefeldaftalen som Severing havde fået i stand, førte kun delvis til at Ruhrarméen indstillede kampene.
Den 8. april marcherede tropper fra Reichswehr ind i Ruhrområdet og nedkæmpede oprøret under blodige kampe.